# Grevillea molyneuxii
A Grevillea molyneuxii é uma espécie de planta com flores da família Proteaceae, endêmica de uma área restrita do sudeste de Nova Gales do Sul, na Austrália. Trata-se de um arbusto espalhado com folhas estreitas, de formato oblongo ou elíptico a linear, e inflorescências cilíndricas de flores avermelhadas.

## Descrição
A Grevillea molyneuxii é um arbusto de porte espalhado a ligeiramente ereto, que geralmente atinge de 0,2 a 1 m de altura. Suas folhas são estreitas, com formato oblongo ou elíptico a linear, medindo de 15 a 45 mm de comprimento e de 1 a 3 mm de largura, às vezes com ponta afiada. A superfície superior das folhas é lisa, enquanto a inferior é coberta por pelos sedosos, que podem ficar ocultos pelas bordas recurvadas das folhas. As flores se organizam em grupos de 5 a 15 nas extremidades dos ramos, sustentadas por um pedúnculo de 3 a 15 mm de comprimento. As flores são vermelhas ou avermelhadas, com o pistilo de 18 a 21 mm de extensão. A floração ocorre entre agosto e novembro, e o fruto é um folículo oval a elíptico, com 12 a 14 mm de comprimento.

## Taxonomia
A Grevillea molyneuxii foi descrita formalmente em 1986 por Donald McGillivray [en] em seu livro New Names in Grevillea (Proteaceae), com base em espécimes coletados perto de Wingello [en] em 1973. O epíteto específico (molyneuxii) homenageia o horticultor William Mitchell Molyneux [en].

## Distribuição e habitat
A Grevillea molyneuxii cresce em charnecas úmidas e matagais em poucos locais próximos a Penrose [en], no sudeste de Nova Gales do Sul.

## Estado de conservação
A Grevillea molyneuxii é classificada como "em perigo" sob o Lei de Proteção Ambiental e Conservação da Biodiversidade de 1999 do governo australiano e como "vulnerável" sob o Lei de Conservação da Biodiversidade de 2016 do governo de Nova Gales do Sul. As principais ameaças à espécie incluem o pequeno tamanho e distribuição de sua população, regimes de fogo inadequados e escavações por animais como porcos.